# Un drôle de shérif
Un drôle de shérif ou High Secret City, la ville du grand secret (Picket Fences) est une série télévisée américaine en un pilote de 90 minutes et 87 épisodes de 45 minutes, créée par David E. Kelley et diffusée entre le 18 septembre 1992 et le 24 avril 1996 sur le réseau CBS.
En France, la série a été diffusée à partir du 1er juillet 1995 sur TF1, sur la case de 14h45 sous le titre Un drôle de shérif, puis sous le titre High Secret City, la ville du grand secret à partir du 4 juillet 1997 dans le bloc de programmes 1, 2, 3 Séries sur TF1.

## Synopsis
Il s'agit d'une chronique de la vie quotidienne des habitants de la petite ville de Rome dans le Wisconsin. Les histoires sont articulées autour de la famille Brock dont le père est le shérif de la ville et la mère le médecin généraliste.

## Distribution
- Kathy Baker (VF : Christine Delaroche) : Dr Jill Brock
- Tom Skerritt (VF : Bernard Tiphaine) : Sheriff Jimmy Brock
- Costas Mandylor (VF : Régis Reuilhac) : Kenny Lacos
- Lauren Holly (VF : Élisabeth Wiener) : Maxine Stewart Lacos
- Holly Marie Combs (VF : Dominique Chauby) : Kimberly Brock
- Justin Shenkarow (VF : Jéhan Pagès puis Tony Marot): Matthew Brock
- Adam Wylie (VF : Natacha Gerritsen) : Zachary « Zack » Brock
- Fyvush Finkel (VF : Claude d'Yd) : Douglas Wambaugh
- Zelda Rubinstein (VF : Lisette Lemaire) : Ginny Weedon (1992-1993)
- Kelly Connell (VF : Bernard Soufflet) : Carter Pike
- Don Cheadle (VF : Thierry Mercier) : D.A. John Littleton (1993-1995)
- Robert Cornthwaite : Howard Buss
- Marlee Matlin (VF : Francine Lainé) : Laurie Bey (1995-1996)
- Ray Walston (VF : Rémy Darcy) : Judge Henry Bone
- Leigh Taylor-Young (VF : Blanche Ravalec) : Maire Rachel Harris (1993-1995)
- Roy Brocksmith (VF : Gérard Surugue) : Principal Michael Oslo

## Récompenses
- Primetime Emmy Awards 1993 : Meilleure série télévisée dramatique.
- Primetime Emmy Awards 1993 : Meilleur acteur dans une série télévisée dramatique pour Tom Skerritt.
- Primetime Emmy Awards 1993 : Meilleure actrice dans une série télévisée dramatique pour Kathy Baker.
- Primetime Emmy Awards 1994 : Meilleure série télévisée dramatique.
- Primetime Emmy Awards 1994 : Meilleur acteur dans un second rôle dans une série télévisée dramatique pour Fyvush Finkel.
- Primetime Emmy Awards 1994 : Meilleure actrice dans un second rôle dans une série télévisée dramatique pour Leigh Taylor-Young.
- Golden Globe 1994 : Meilleure actrice dans une série télévisée dramatique pour Kathy Baker.
- Primetime Emmy Awards 1995 : Meilleure actrice dans une série télévisée dramatique pour Kathy Baker.
- Primetime Emmy Awards 1995 : Meilleur acteur dans un second rôle dans une série télévisée dramatique  pour Ray Walston.
- Primetime Emmy Awards 1996 : Meilleure actrice dans un second rôle dans une série télévisée dramatique pour Kathy Baker.
- Primetime Emmy Awards 1996 : Meilleur acteur dans un second rôle dans une série télévisée dramatique  pour Ray Walston.

## Épisodes

### Première saison (1992-1993)
1. Tragédie musicales (Pilot)
2. Tragédie musicales 2
3. Le Boucher de Green Bay (The Green Bay Chopper)
4. L'Étonnant Monsieur Dreeb (Mr. Dreeb Comes to Town)
5. Pots-de-vin et élections (The Autumn of Rome)
6. Franck le clochard (Frank the Potato Man)
7. À propos de Rosemary (Remembering Rosemary)
8. Les Adversaires (The Contenders)
9. Morts sans douleur (Sacred Hearts)
10. Joyeuse Fête (Thanksgiving)
11. La Dame aux serpents (The Snake Lady)
12. Tolérance (Pageantry)
13. Joyeux Noël (High Tidings)
14. L'Homme grenouille (Frog Man)
15. Les Hormones en folie (Bad Moons Rising)
16. Drôles de mœurs (Nuclear Meltdowns)
17. Le Corps du délit (The Body Politic)
18. Cupidon (Be My Valentine)
19. Lésion dangereuse (Fetal Attraction)
20. Ovni (Sightings)
21. Droit de passage (Rights of Passage)
22. La Croisée des chemins (Sugar and Spice)
23. Le Temps d'une berceuse (The Lullaby League)

### Deuxième saison (1993-1994)
1. Un maire en accusation (Turpitude)
2. Une question de confiance (Duty Free Rome)
3. Une sombre histoire de viol (Unlawful Entries)
4. État d'ivresse (Under the Influence)
5. La Voleuse dansante (The Dancing Bandit)
6. La Jolie Crémière (Dairy Queen)
7. L'Immaculée Conception (Cross Examination)
8. Les Inconnus (Strangers)
9. Noël en famille (Blue Christmas)
10. Qui a raison, qui a tort ? (Paging Doctor God)
11. Vendetta (Guns 'R' Us)
12. Un enfant sur la sellette (Remote Control)
13. Un cœur sous la neige (Abominable Snowman)
14. Amours amères (Supreme Courting)
15. La Danse des curés (Divine Recall)
16. Le Chat et la Souris (Terms of Estrangement)
17. Le Tribunal de Dieu (Squatter's Rights)
18. Avec ou sans préméditation (System Down)
19. Erreur de conduite (Buried Alive)
20. Le Fétichiste (My Left Shoe)
21. Coup de froid (Frosted Flakes)
22. Le Parricide (Howard's End)

### Troisième saison (1994-1995)
1. La Loi ou la Justice (Survival of the Fittest)
2. Intime conviction (Systematic Abuse)
3. Le car scolaire n'ira pas plus loin (The Bus Stops Here)
4. Passage interdit (Enemy Lines)
5. Histoires de sorcières (Cold Spell)
6. En campagne (Elective Conduct)
7. Sclérose en plaques (Rebels with Causes)
8. Wambaugh face à la Cour Suprême (May It Please the Court)
9. Pour qui souffle le vent (For Whom the Wind Blows)
10. Vaches porteuses (Away in the Manger)
11. La Glace et le Feu (Freezer Burn)
12. Vive les grenouilles (Frogman Returns)
13. L'annonce faite à Jimmy (Mr. Seed Goes to Town)
14. Les Raisons du cœur (Close Encounters)
15. Adam Wood contre la ville de Rome (When in Rome)
16. Les héros n'existent plus (Heroes and Villains)
17. La police se relâche (Changing of the Guard)
18. Avec courage (Without Mercy)
19. Jugement définitif (Final Judgement)
20. Les Stigmates (Saint Zach)
21. Le Visiteur (Upbringings)
22. La Kermesse de printemps (The Song of Rome)

### Quatrième saison (1995-1996)
1. L'Incendie (A Change of Season)
2. Tu récolteras la tempête (Reap the Whirlwind)
3. Docteur Joey (Pal Joey)
4. Les Frères de sang (Bloodbrothers)
5. Les Loups entre eux (Dog Eat Dog)
6. Au cœur de la nuit (Heart of Saturday Night)
7. Nostalgies (Down the Tubes)
8. La Guerre des cochons (This Little Piggy)
9. Le Témoin (Witness for the Prosecution)
10. Cinquante ans après (Dem Bones)
11. Un jeune homme se suicide (Bloodlines)
12. Tempête de neige (Snow Exit)
13. L'Amour toujours (My Romance)
14. Les « Z Files » (The Z Files)
15. Ouragan chez les Brock (Bottled)
16. Le gagnant rafle la mise (Winner Takes All)
17. L'Enfer de Dante (Dante's Inferno)
18. Amour toujours (Forget Selma)
19. Pardonne à ceux qui nous ont offensé (To Forgive is Divine)
20. Mort d'un vétéran (Liver Let Die)
21. Adieu bébé (Bye-Bye, Bey-Bey)
22. Trois Mariages et pas d'enterrement (Three Weddings and a Meltdown)